# Pierre-Benjamin Pranchère
Pierre-Benjamin Pranchère (ur. 1 lipca 1927 w Brive-la-Gaillarde, zm. 30 grudnia 2023) – francuski polityk i rolnik, deputowany Zgromadzenia Narodowego, poseł do Parlamentu Europejskiego I i II kadencji.

## Życiorys
Syn Martiala i Henriette, urodził się w rodzinie rolniczej o sympatiach komunistycznych. Po ukończeniu szkoły podstawowej pomagał rodzicom w prowadzeniu gospodarstwa w Saint-Merd-de-Lapleau. W 1952 ukończył też szkołę partyjną. Za przykładem ojca od piętnastego roku życia działał w ruchu oporu, pomagał spadochroniarzom Armée secrète, następnie należał do Wolnych Strzelców i Partyzantów Francuskich, w których był zaopatrzeniowcem i żołnierzem. Później działał w stowarzyszeniu FNARC zrzeszającym kombatantów oraz w sekcji młodych rolników Confédération générale de l'agriculture.
Od 1943 działał w młodzieżówce komunistycznej Jeunesse communiste, należał do jej władz. Wstąpił do Francuskiej Partii Komunistycznej, od 1952 do 1974 kierował PCF w departamencie Corrèze, a od 1964 do 1985 zasiadał w komitecie centralnym. W 1956 wybrano go do Zgromadzenia Narodowego (jako wówczas najmłodszego posła), ponownie zasiadał w parlamencie w kadencji 1973–1978. Od 1973 do 1985 należał też do rady departamentalnej Corrèze. W 1979 i 1984 wybierano go posłem do Parlamentu Europejskiego. Przystąpił do frakcji komunistycznej, należał m.in. do Komisji ds. Rolnictwa, Rybołówstwa i Rozwoju Wsi. Na początku XXI wieku działał w ugrupowaniu Pôle de renaissance communiste en France, był jego wiceprezesem.

## Życie prywatne
Od 1951 do 1961 był żonaty z Arlette Fons, od 1961 do 1989 z Suzanne Boyer oraz od 1989 z Marcelle Sage.

## Odznaczenia
Odznaczony Medalem Pamiątkowym Wojny 1939–1945, a także Krzyżem Kombatanta-Ochotnika i srebrnym medalem za zasługi dla bezpieczeństwa drogowego.